# Rio Toledo
O Rio Toledo é um curso de água que banha o estado do Paraná. Integra a bacia hidrográfica Paraná III.
Com 26,5 km de extensão, corta a cidade de Toledo e é responsável pelo abastecimento de água de 40% da população do município. É considerado ambientalmente estratégico, já que a área de drenagem da sua bacia contribui para o reservatório da Itaipu Binacional.
Sua nascente fica entre São Luiz do Oeste e Linha Gramado, e sua foz, no Rio São Francisco Verdadeiro. Sua bacia de influência, com uma área de 97 km2, é formada por:
- Sanga Perdida
- Sanga Golondrina
- Sanga Guarani
- Sanga Manaus
- Sanga Pinheirinho
- Sanga Capellari
- Sanga Lajes[2].